# Durward Kirby
Homer Durward Kirby (24 de agosto de 1911 - 15 de marzo de 2000), conocido profesionalmente como Durward Kirby y a veces como Durwood Kirby, fue una personalidad de la televisión estadounidense. Kirby es sobre todo conocido como comentarista, presentador  y humorista, particularmente en los programas The Garry Moore Show y Candid Camera, en la cual fue el compañero de Allen Funt desde 1961 a 1966.

## Inicios y carrera
Nacido en Covington, Kentucky, Kirby se graduó en la Arsenal Technical High School de Indianápolis, Indiana, y estudió en la Universidad Purdue, aunque la abandonó a fin de iniciar su carrera como comentarista radiofónico. Presentó el programa Club Matinee con Moore en la emisora de radio NBC Blue antes de trasladarse a la entonces recién llegada televisión en 1949, como comentarista. Trabajó de manera regular en los shows televisivos de Moore, actuando en ellos entre 1950 y 1968.  También actuó como presentador, comentarista o invitado en varios otros programas televisivos.
Falleció en Fort Myers, Florida, en el año 2000.

## Autor
Kirby también publicó tres libros: My Life, Those Wonderful Years; Bits and Pieces of This and That; y un libro infantil, Dooley Wilson.